# Amphiglossus macrocercus
Amphiglossus macrocercus är en ödleart som beskrevs av  Günther 1882. Amphiglossus macrocercus ingår i släktet Amphiglossus och familjen skinkar. IUCN kategoriserar arten globalt som livskraftig. Inga underarter finns listade i Catalogue of Life.

## Bildgalleri

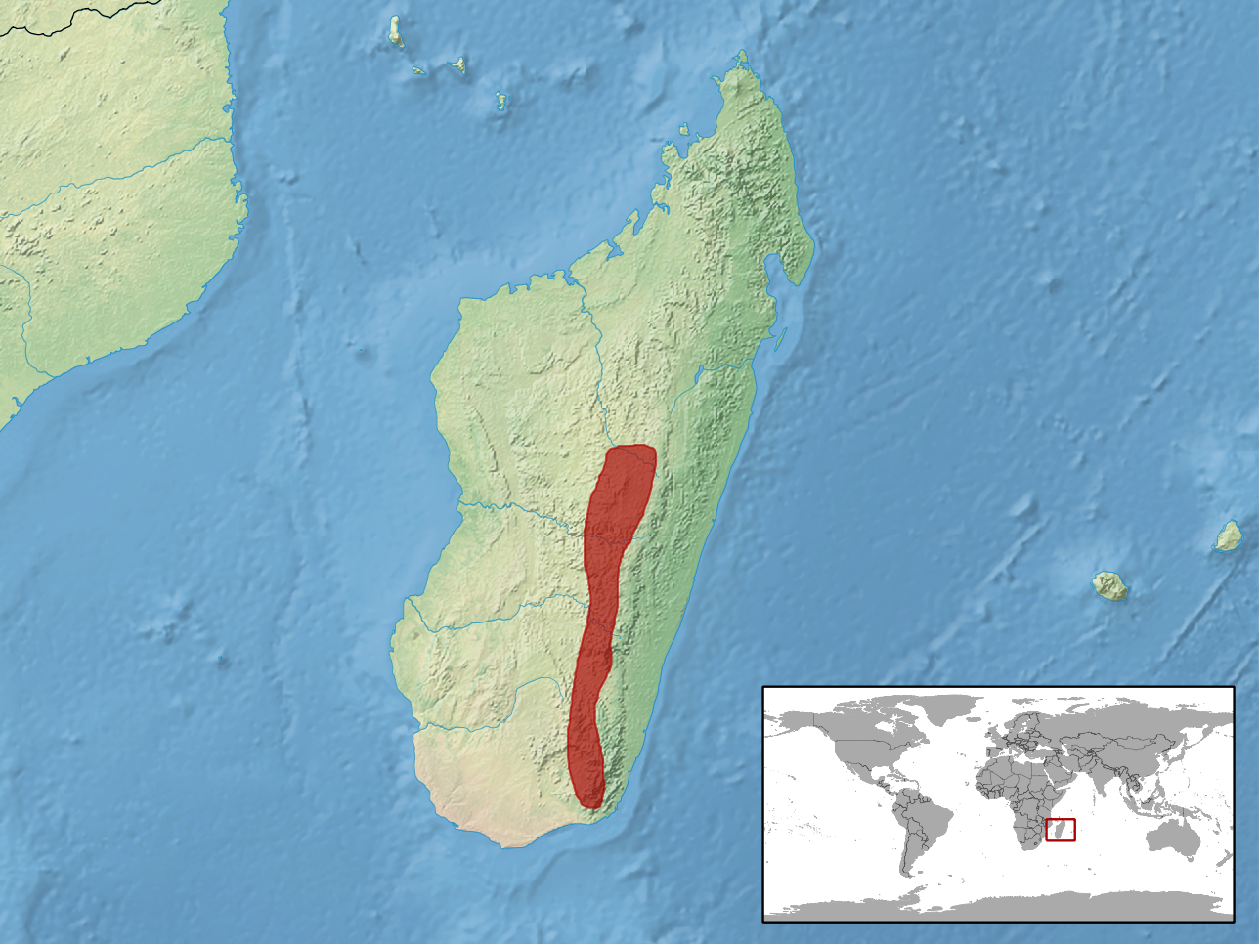